# Greger von Schönfeldt

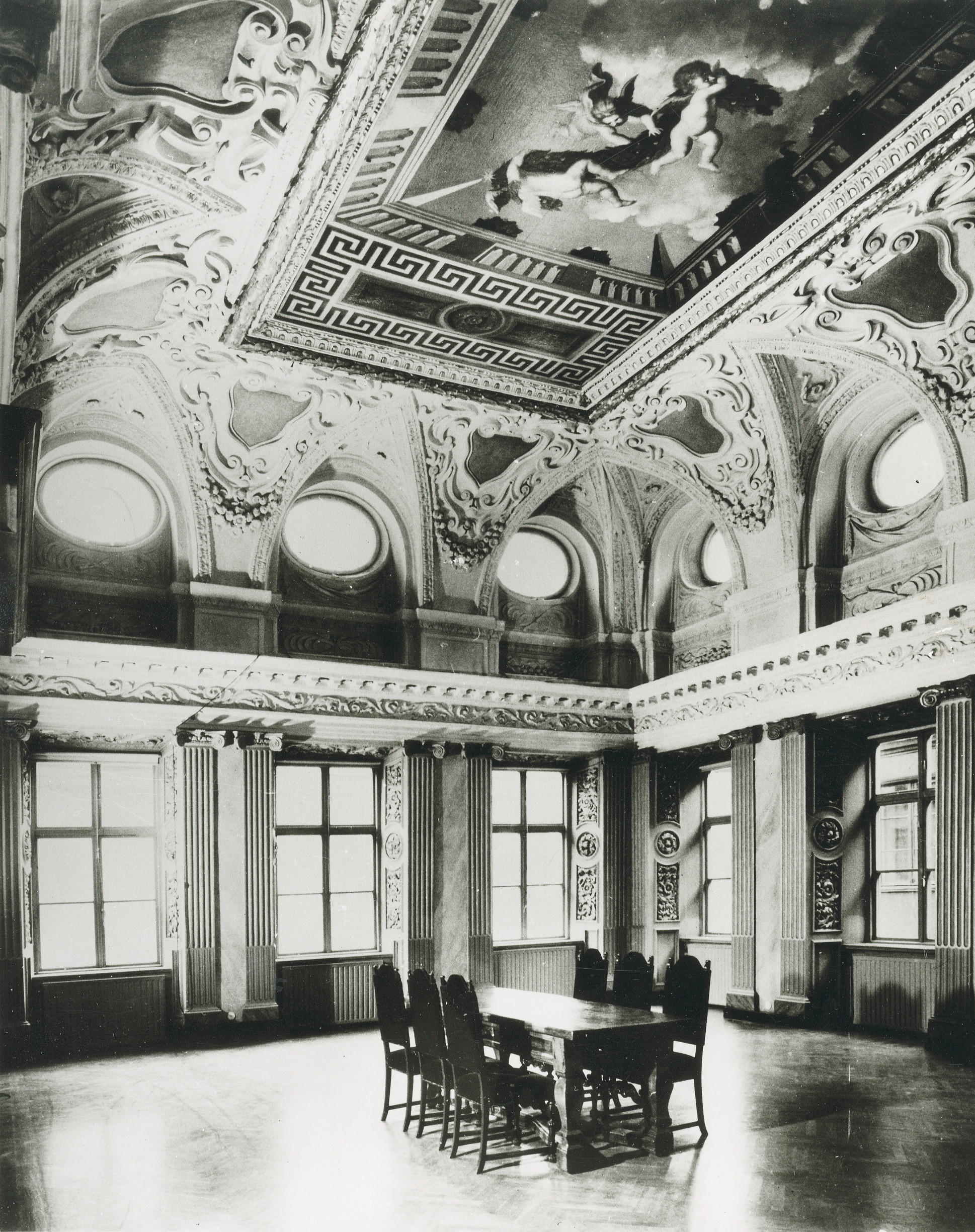
Schönfeldtska salen.

Greger Wallander, adlad von Schönfeldt, född mars 1625, död 7 januari 1675 i Stockholm, var en assessor i kommerskollegium. Schönfeldts gränd och det där belägna Schönfeldtska huset i Stockholm är uppkallade efter honom.

## Biografi
Greger von Schönfeldts far, Ludvig Filip Wallander, var domherre (domicellarius) i Magdeburg i Tyskland. Greger Wallander var hovsekreterare 1657 och blev 1661 överinspektör över grevinnan Margareta Brahes gods. År 1662 utnämndes han till hovråd hos lantgreven Fredrik II av Hessen-Homburg och upphöjdes i tyskt riksadligt stånd den 10 mars 1665. År 1668 blev han politikommissarie i kommerskollegium och adlades von Schönfeldt den 18 augusti 1668. Två år senare utnämndes han till assessor i kommerskollegium.

## Schönfeldtska huset
Omkring 1670 förvärvade han fastigheten Thisbe 5 i kvarteret Thisbe vid dagens Schönfeldts gränd 2 / Stora Nygatan 30. Huset uppfördes ursprungligen för Lennart Torstenson och kallades Torstensonska huset. I samband med förvärvet lät han utföra en stor om- och tillbyggnad, troligen efter ritningar av Jean de la Vallée, varvid en ståtlig festsal, Schönfeldtska praktsalen, genom en och en halv våningar tillkom. Salen är fortfarande bevarad och räknas till en av Stockholms finaste barockrum från 1600-talets andra hälft. Byggnaden kallas Schönfeldtska huset eller Schönfeldtska palatset och är hemvist för Jensen Gymnasium Södra.